# Stazzona (Alta Córsega)
Stazzona é uma comuna francesa na região administrativa de Córsega, no departamento da Alta Córsega. Estende-se por uma área de 1,39 km². 